# Saint-Félix-Lauragais
Saint-Félix-Lauragais é uma comuna francesa na região administrativa da Occitânia, no departamento do Alto Garona. Estende-se por uma área de 38.02 km², com 1.270 habitantes, segundo os censos de 2018, com uma densidade de 24 hab/km².